# Geometry Dash
Geometry Dash es un videojoc desenvolupat a Suècia per part de Robert Topala i publicat per la seva companyia "RobTop Games".RobTop Games. És un "Pay to Play" del 2013 tot-hi que hi ha versions gratuïtes del joc com per exemple Geometry Dash Lite i altres. El joc conté 26 nivells oficials i més de 97 milions de nivells fets pels jugadors. Cada nivell té música pròpia. El joc inclou editors de nivells, mapes, monedes ocultes i diversos icones i modes de joc.